# Lasiocercis pilosa
Lasiocercis pilosa là một loài bọ cánh cứng trong họ Cerambycidae.